# Берзинь, Анна Абрамовна
А́нна Абра́мовна Бе́рзинь (Бе́рзина; урожд. Фоломеева (Фаламеева); литературные псевдонимы: Ферапонт Ложкин, Ф. Ложкин; 19 (31) января 1897 — 8 октября 1961) — русская советская писательница, прозаик, мемуаристка и редактор, адресат писем и лирики С. А. Есенина, автор воспоминаний о нём.

## Биография

### Ранние годы
Родилась в 1897 году в семье псковских крестьян. В годы Гражданской войны служила комиссаром в отряде Оскара Берзиня, стала его женой. После войны жила в Москве, окончила Тимирязевскую академию. Писала рассказы, публиковала их под псевдонимом Ферапонт Ложкин в журналах «Октябрь», «Молодая гвардия», газетах «Правда», «Комсомолия», «Заря Востока» и других периодических изданиях 1920-х годов. В 1924—1925 годах работала редактором в Госиздате в отделе массовой литературы (после реорганизации — сектор крестьянской литературы).
В начале 1920-х годов в открывшемся на Тверской кафе «Стойло Пегаса» познакомилась с Сергеем Есениным. Поэт стал бывать в гостях у Берзинь, посещал её в редакции Госиздата. Анна Берзинь участвовала в его жизненных коллизиях и издательских делах, стала адресатом его писем и лирики. В 1924—1925 годах готовила к печати Собрание сочинений Есенина в Госиздате. Известно 11 писем и 3 дарственных надписи Есенина Берзинь и 5 её писем к поэту. К А. Берзинь обращено есенинское стихотворение «Самые лучшие минуты» (1925):
Самые лучшие минуты

Были у милой Анюты.

Её взоры, как синие дверцы,

В них любовь моя,

в них и сердце.

### Поворот судьбы. Арест, лагерь, ссылка
Во второй половине 1920-х годов Берзинь работала в журнале «Иностранная литература». Весной 1929 года вместе с сотрудниками журнала отправилась на встречу приехавшего в Москву польского писателя Бруно Ясенского, высланного из Франции после публикации романа «Я жгу Париж» (фр. «Je brûle Paris», 1928). Познакомившись на вокзале, они не расставались до самого ареста писателя. Вместе со своими двумя дочерьми Берзинь воспитывала его сына от первого брака — Андрея.
В начале 1930-х годов А. Берзинь и Бруно Ясенский принимали участие в создании книги «Беломорско-Балтийский канал имени Сталина». А. Берзинь в соавторстве с коллегами написаны главы «Люди меняют профессию», «Каналоармейцы», «Весна проверяет канал» (6, 7, 11).
В 1937 году Бруно Ясенский исключён из Союза писателей и арестован по обвинению в контрреволюционной деятельности. В Союзе писателей состоялось партсобрание, где от А. Берзинь требовали отречения от мужа, объявленного «врагом народа». Она отрекаться отказалась и была исключена из партии. Вскоре последовал её арест. По обвинению в связях с польской разведкой была приговорена в 8 годам лагерей и 3 годам ссылки.
Срок А. А. Берзинь отбывала в Коми АССР, в Севжелдорлаге МВД СССР в посёлке Княж-Погост. Руководила коллективом лагерной художественной самодеятельности, работала медсестрой в лагерной больнице. В 1951 году в связи с ужесточением режима была отправлена на поселение на Кольский полуостров, на станцию Колу под Мурманском. В 1952 году при содействии начальника лагеря С. И. Шемена была возвращена в Княж-Погост, где оставалась до реабилитации. «Умевшая быть беспощадной и язвительной, Анна Абрамовна многое презирала, жила с каким-то душевным отчаянием, даже вызовом», — вспоминала солагерница Берзинь актриса Т. В. Петкевич.
А. А. Берзинь сохранила рукопись неоконченного романа Бруно Ясенского «Заговор равнодушных»: в ночь обыска и ареста мужа «„небрежно“ набросила халатик на рукопись, лежавшую на прикроватной тумбочке» — искать там НКВДисты не догадались. Когда Бруно Ясенского увели, Берзинь отвезла роман к матери. Забрать рукопись получилось после окончания лагерного срока. Живя в ссылке, Берзинь хранила её в сыром бараке, под дощатым полом. Написанная чернилами рукопись отсыревала — требовалась регулярная просушка и реставрация.

### После освобождения
Весной 1956 года А. А. Берзинь была реабилитирована, вернулась в Москву. Занималась публикацией произведений расстрелянного мужа Бруно Ясенского, работала над мемуарами о Сергее Есенине.
Опубликовать сохранённый роман «Заговор равнодушных» ей удалось в 1956 году в журнале «Новый мир». В предисловии к публикации Берзинь писала:
Эти главы мне посчастливилось обнаружить в бумагах моего покойного мужа Бруно Ясенского. Рукопись весьма пострадала от времени, но всё же мне удалось восстановить её, отредактировать и подготовить к печати в том виде, в каком она и предлагается теперь читателю.
После этой публикации нашёлся пропавший сын Андрей — в 1941 году он бежал из детдома, сменил фамилию «врага народа», работал инженером на заводе в Куйбышеве.
В конце 1950-х годов написала воспоминания о Есенине, которые были опубликованы уже посмертно, в 1965 и 1970 годах и впервые переизданы в 2006-м. «В мою жизнь прочно вошла вся прозаическая и тяжёлая изнаночная сторона жизни Сергея Александровича», — вспоминала Берзинь. По определению мемуаристки, она видела свою задачу в том, чтобы рассказать «подробно и просто» о том, «как из женщины, увлечённой молодым поэтом, быстро минуя влюбленность… стала товарищем, опекуном, на долю которого досталось много нерадостных минут, особенно в последние годы жизни Сергея Александровича».
Анна Абрамовна Берзинь умерла 8 октября 1961 года. Похоронена на Новом Донском кладбище в Москве.

## Комментарии
1. ↑  В издании «Словарь псевдонимов русских писателей, учёных и общественных деятелей»  датой рождения указывается 19 января (1 февраля) 1897[1], в издании «Русские советские писатели» — 1 февраля 1897 года без указания стиля даты[2].
2. ↑  По свидетельству Берзинь, «за время знакомства с Есениным она получила от поэта 52 письма и телеграммы, из них 15 писем передала в 1948 году на хранение С. А. Толстой-Есениной»[6].
3. ↑  Датированная 12 июня 1925 года дарственная надпись на сборнике «Берёзовый ситец», подаренном Есениным А. Берзинь, входит в собрания сочинений поэта[8].
4. ↑  Бруно Ясенский расстрелян 17 сентября 1938 года. Реабилитирован 24 декабря 1955 года[12].
5. ↑  В 1938 году был арестован и расстрелян по обвинению в шпионаже и диверсионной деятельности в пользу иностранных государств и её первый муж — герой Гражданской войны О. М. Берзинь. Реабилитирован в 1957 году[13].
6. ↑   Литературовед В. Д. Оскоцкий изложил историю подробнее: Рукописный экземпляр начатого романа избежал уничтожения, так как сразу после ареста Бруно и в предвидении собственного ареста А. Берзинь сумела передать его на хранение своей матери. Вернуть рукопись назад удалось лишь после войны, когда А. Берзинь находилась уже не в лагере, а на поселении под Воркутой. Там, в землянке, где жила, и хранила она её, каждодневно подвергая себя опасности нового ареста, который не замедлил бы последовать после любого обыска. Однажды рукопись едва не погибла: вода, затопившая землянку в половодье, размыла строки, и каждую страницу — сокрытый от постороннего взгляда труд, занявший не один месяц, — пришлось восстанавливать заново[18].
7. ↑  Вскоре после её смерти погиб в автомобильной катастрофе её сын Андрей Брунович Ясенский[5][9].

### Рассказы
- Ложкин Ф. Горбатенький: рассказ. — [М.]: ГИЗ, 1925.
- Ложкин Ф. Старики / [Анна Берзинь]. — [Л.], 1927; [1933].

### Коллективный роман
- Беломорско-Балтийский канал имени Сталина : История строительства, 1931—1934 гг. = [Заг. на обл. : Канал имени Сталина] / под ред. М. Горького, Л. Авербаха, С. Фирина. — М.: ОГИЗ, 1934. — 616 с. — (История фабрик и заводов). — Репр.: Беломорско-Балтийский канал имени Сталина : История строительства, 1931—1934 гг. = [Репр. изд. 1934 г.] / под ред. М. Горького, Л. Авербаха, С. Фирина. — [Б. м.]: [Б. и.], 1998. — 616 с.

### Публикации, предисловия
- Ясенский Бруно. Заговор равнодушных / [предисл. А. Берзинь] // Новый мир : журнал. — М., 1956. — № 5—7.
- Берзинь А. [Предисл.] // Ясенский Бруно. Избранные произведения : в 2 т. — М.: Худож. лит., 1957. — Т. 1.

### Воспоминания
- Берзинь А. Щедрая доброта: (Из воспоминаний) // Огонёк : журнал. — М., 1965. — № 40. — С. 17.
- Берзинь А. Последние дни Есенина // Кубань : журнал. — Краснодар, 1970. — № 7. — С. 82—100.
- Берзина А. Воспоминания // Есенин глазами женщин : Антология  / сост. П. Фокин. — М.: Амфора, 2006. — ISBN 5-367-00114-9.

### Письма
- Есенин С. А. Полное собрание сочинений : в 7 т.. — М. : Наука ; Голос, 1999. — Т. 6: Письма / сост. и общ. ред. С. И. Субботина; подгот. текстов и текстологич. коммент. Е. А. Самоделовой и С. И. Субботина ; реальный коммент. А. Н. Захарова, С. П. Кошечкина, С. С. Куняева и др. — С. по указателю. — 816 с.